# Bedford (Ohio)
Bedford je město v okrese Cuyahoga County ve státě Ohio ve Spojených státech amerických. Podle sčítání lidu zde v roce 2010 žilo 13 074 obyvatel. Je východním předměstím Clevelandu.